# Carsick Cars
Carsick Cars是中国北京的一支乐队，成立于2005年3月，现由吉他手张守望、鼓手李青，以及贝斯手李维思组成。乐队风格受Sonic Youth等乐队影响。

## 历史
2005年3月，三位来自北京理工大学的乐手，吉他手张守望、贝斯手李维思和鼓手李青在校园组建了乐队。起初乐队名字叫Psycho Cars，4月1日改成Carsick Cars。5月时他们在一次小型的朋友聚会上做了他们的第一次演出，在那一年的年底，他们开始在北京的俱乐部里表演。10月，与后海大鲨鱼、Snapline、哪吒一起，效仿20世纪70年代纽约地下无浪潮音乐运动的作品合辑"No New York"，组成了No Beijing，开展新兴音乐创作。他们第一张专辑录制于2007年的春天，由P.K.14乐队的主唱杨海崧制作。
2007年年初，音乐推广公司Split Works运作Sonic Youth来到中国进行巡演，Carsick Cars作为其中的嘉宾参与演出。然而，他们这次演出却被官方叫停，不允许Carsick Cars参与这次演出。作为补偿，8月25日，26日和31日，乐队受Sonic Youth邀请参加欧洲巡演。他们参加了分别在捷克布拉格 Archa Theatre，奥地利维也纳 Openair at Arena，英国伦敦 Roundhouse举办的"Open for Sonic Youth"演出。他们在未发行正式专辑前就已经作为了欧美大牌乐队的巡演嘉宾。
2007年9月，乐队被《That's Beijing》杂志列为中国最优秀的乐队之一。
2007年10月，乐队受邀参加奥地利的Steirischer Herbst音乐节。
2005年5月，乐队受邀参加英国伦敦的All Tomorrow’s Parties音乐节。
2008年12月2日，乐队发行第一张同名专辑"Carsick Cars"。
2009年4月17日，Carsick Cars与嘎调乐队开始“伟大航路”公路巡演，巡演途径16个城市。巡演于6月27日在北京东城区的愚公移山酒吧谢幕。
2009年5月29日，乐队受邀参加西班牙巴塞罗那Primavera Sound 2009音乐节。
2009年5月31日，乐队参加瑞士的Dudingen Kilbi Festival。。
2009年6月26日，乐队发行了第二张专辑"You Can Listen, You Can Talk"。
2009年11月5日至21日。Carsick Cars与小河，WHITE，PK14和Snapline乐队于美国巡演。
2009年12月22日，专辑"You Can Listen, You Can Talk"被华盛顿邮报的"CLICK TRACK"博客评为年度十大专辑之一。
2010年2月，乐队与Maybe Noise旗下的乐队在韩国进行小规模巡演。
2010年11月17日，乐队宣布贝斯手李维思和鼓手李青退出乐队，11月16日为丹麦乐队The Raveonettes开场的演出成为乐队原始成员的最后一次演出。在这之后，一个新的组合出现在人们的视线之中：何凡、斑斑成为了新一任的贝斯手与鼓手，他们分别来自兵马司的另两支乐队Birdstriking和Boyz & Girl。李青与李维思将音乐重心更多的放在Snapline与Soviet Pop上，守望在Carsick Cars之外同时也在进行着White+等音乐实验。
2011年3月，乐队同后海大鲨鱼前往美国得克萨斯州进行了SXSW的巡演，这次巡演由兵马司支持，匡威赞助。在Josh Feola的联系和安排下，乐队参与了几个唱片店的演出。3月16日，乐队在The Grackle完成了首次亮相；17日，他们与美国的几个地下乐队Grass Widow和Dog Leather参与了奥斯丁的音乐人Vernica Ortuño组织的Cease to Exist!汇演；另外，18日在Cape Shok还有一个女性鼓手杂志Tom Tom Magazine的汇演；19日，乐队在East 6th的Malaia进行了他们的正式演出。此次巡演也吸引了国内的一些乐迷赴美观看演出，据Josh透露，乐队演出反响很好，国外一些乐迷也对中国的地下音乐文化产生了兴趣。
2011年6月，从SXSW回来的Carsick Cars，再次更换了鼓手，林斑斑离开，同样来自Skip Skip Ben Ben的孙鹤庭成为乐队新鼓手。
2017年9月，贝斯手李维思、鼓手李青回归，与主唱兼吉他手张守望回归05年乐队组建时的初代阵容，并登上混凝草音乐节完整演绎首张同名专辑的作品。2020年登上综艺节目《乐队的夏天》第二季，8月推出录音室单曲《叫醒我》。于2024年7月18日发布了乐队暌违十年的全新录音室专辑《口aha》。

## 乐队风格
他们的声音，受到了The Velvet Underground，Suicide和Sonic Youth的影响，同时也拥有Steve Reich和Glenn Branca的质地和结构，混合着粗糙的咆哮和强硬的开放和弦，这使得他们优美的歌曲呈现出一种探索性以及破碎感。在爆炸性的噪音和回授中，这些歌曲在某些瞬间透露出它们是多么地优秀，而这在许多北京的音乐家的身上也有反映。

## 其他活动
除Carsick Cars外，乐队成员还参与了众多的音乐活动。张守望是实验组合White的成员，并且参加一些噪音即兴的演出，他们的第一张专辑由Einstürzende Neubauten乐队的领导者Blixa Bargeld2007年5月在柏林制作完成。
2006年2月，张守望在纽约参加了Glenn Branca的Symphony No.13专辑的录制。06年他先后与Elliott Sharp，Alvin Curran等音乐家合作。
李维思与李青同时也是后朋克乐队Snapline的吉他手与贝斯手，他们都参与了PiL鼓手Martin Atkins的Pigface并与Martin合作制作他们的第一张专辑，并在他的Invisible Records发行。李青本人也参与过Elliott Sharp的演出。

## 出版唱片
| 发行时间       | 专辑名                                                  | 厂牌               | 载体 |
| -------------- | ------------------------------------------------------- | ------------------ | ---- |
| 2007年9月8日   | Carsick Cars                                            | 兵马司             | 专辑 |
| 2007年10月     | Rock'N' Roll Hero / Mexico - Beijing Volume Two         | Suyin Records      | 单曲 |
| 2009年6月26日  | You Can Listen, You Can Talk                            | 兵马司             | 专辑 |
| 2011年10月7日  | She Will Wait / Could You Be There                      | 旁边儿             | 单曲 |
| 2013年12月24日 | The Other 3                                             | 兵马司             | EP   |
| 2014年3月3日   | 3                                                       | 兵马司             | 专辑 |
| 2020年8月10日  | 叫醒我                                                  | 兵马司/Indie Works | 单曲 |
| 2022年1月21日  | 爱的代价 (滚石40 滚石撞乐队 40团拚经典（原唱：张艾嘉）) | 滚石唱片           | 单曲 |
| 2024年7月18日  | 口 Aha                                                  | 兵马司/Indie Works | 专辑 |

## 成员列表
- 主唱：

```
张守望（2005- ）
```

- 贝斯：

```
艾绿绿（Alex）（2015-2017）
何凡（2010年11月16日-2015）
李维思（2005-2010年11月16日，2017年9月- ）
```

- 鼓手：

```
王旭（2015-2017）
孙鹤庭（2011年6月-2015）
斑斑（2010年11月16日-2011年5月19日）
李青（2005-2010年11月16日，2017年9月- ）
```